# Функция Минковского
Функция «вопросительный знак» Минковского — построенная Германом Минковским монотонная сингулярная функция {\displaystyle ?(x)} на отрезке {\displaystyle [0,1]}, обладающая рядом замечательных свойств. Так, она взаимно-однозначно и с сохранением порядка переводит квадратичные иррациональности (то есть, числа вида {\displaystyle a+{\sqrt {b}},} где {\displaystyle a} и {\displaystyle b} рациональные) на отрезке {\displaystyle [0,1]} в рациональные числа на том же отрезке, а рациональные числа — в двоично-рациональные. 
Она связана с рядами Фарея, цепными дробями, и дробно-линейными преобразованиями, а её график обладает рядом интересных симметрий.

## Построение
Функция Минковского может быть задана несколькими эквивалентными способами: через ряды Фарея, через цепные дроби, и построением графика с помощью последовательных итераций.

### Задание с помощью дерева Штерна — Броко
В концах отрезка функция Минковского задаётся как {\displaystyle ?(0)=0} и {\displaystyle ?(1)=1}. После этого для любых двух рациональных чисел {\displaystyle {\frac {a}{b}}} и {\displaystyle {\frac {c}{d}}}, для которых {\displaystyle ad-bc=1} — иными словами, для любых двух последовательных в каком-либо из рядов Фарея, — функция в их медианте {\displaystyle {\frac {a+c}{b+d}}} определяется как среднее арифметическое значений в этих точках:
{\displaystyle ?\left({\frac {a+c}{b+d}}\right)={\frac {1}{2}}\left[?\left({\frac {a}{b}}\right)+{}?\left({\frac {c}{d}}\right)\right].}
Так
{\displaystyle ?\left({\frac {1}{2}}\right)={\frac {?(0)+{}?(1)}{2}}={\frac {1}{2}},}
{\displaystyle ?\left({\frac {1}{3}}\right)={\frac {?(0)+{}?(1/2)}{2}}={\frac {1}{4}},}
{\displaystyle ?\left({\frac {2}{3}}\right)={\frac {?(1/2)+{}?(1)}{2}}={\frac {3}{4}}}
и так далее.
Поскольку последовательности
{\displaystyle {\frac {0}{1}},{\frac {1}{1}},}
{\displaystyle {\frac {0}{1}},{\frac {1}{2}},{\frac {1}{1}},}
{\displaystyle {\frac {0}{1}},{\frac {1}{3}},{\frac {1}{2}},{\frac {2}{3}},{\frac {1}{1}},}
в которых следующая получается из предыдущей дописыванием между каждыми соседними её элементами их медианты, перечисляют в объединении все рациональные числа отрезка {\displaystyle [0,1]} (см. дерево Штерна — Броко), такая итеративная процедура задаёт функцию Минковского во всех рациональных точках {\displaystyle [0,1]}. Более того, как несложно видеть, множеством её значений в этих точках оказываются в точности все двоично-рациональные числа {\displaystyle [0,1]} — иными словами, плотное в {\displaystyle [0,1]} множество. Поэтому построенная функция по монотонности однозначно продолжается до непрерывной функции {\displaystyle ?\colon [0,1]\to [0,1]}, и это и есть функция Минковского.

### Задание с помощью цепной дроби
Функция Минковского, в определённом смысле, преобразует разложение в цепную дробь в представление в двоичной системе счисления. А именно, точку {\displaystyle x\in [0,1]}, раскладывающуюся в цепную дробь как {\displaystyle x=[0;a_{1},a_{2},\ldots ]}, функция Минковского переводит в
{\displaystyle ?(x)=\sum _{k=1}^{\infty }{\frac {(-1)^{k-1}}{2^{a_{1}+\ldots +a_{k}-1}}}.}
Иными словами, точка
{\displaystyle x={\frac {1}{a_{1}+{\dfrac {1}{a_{2}+{\dfrac {1}{a_{3}+\ldots }}}}}}}
переходит в точку
{\displaystyle ?(x)=0{,}\underbrace {0\ldots 0} _{a_{1}-1}\underbrace {1\ldots 1} _{a_{2}}\underbrace {0\ldots 0} _{a_{3}}\underbrace {1\ldots 1} _{a_{4}}\ldots _{(2)}.}

## Самоподобие
Пусть точка {\displaystyle x\in [0,1]} задаётся цепной дробью {\displaystyle x=[0;a_{1},a_{2},\ldots ]}. Тогда увеличение {\displaystyle a_{1}} на единицу, то есть, переход к {\displaystyle y=[0;a_{1}+1,a_{2},\ldots ]} задаётся отображением
{\displaystyle f\colon x\mapsto y={\frac {1}{1+{\dfrac {1}{x}}}}={\frac {x}{1+x}},}
а функция Минковского после такого преобразования делится (как это следует из её задания через цепную дробь аргумента) пополам:
{\displaystyle ?\left({\frac {x}{1+x}}\right)={\frac {?(x)}{2}}.\qquad (1)}
С другой стороны, из симметрии относительно {\displaystyle 1/2} медиантной конструкции легко видеть, что
{\displaystyle ?(1-x)=1-{}?(x).\qquad (2)}
Сопрягая (1) с помощью (2), видим, что под действием отображения {\displaystyle g(x)=1-f(1-x)=1-{\frac {1-x}{2-x}}={\frac {1}{2-x}}} функция Минковского преобразуется как
{\displaystyle ?\left({\frac {1}{2-x}}\right)={\frac {1+{}?(x)}{2}}.}
Поэтому график функции Минковского переводится в себя каждым из преобразований
{\displaystyle F(x,t)=\left({\frac {x}{1+x}},{\frac {t}{2}}\right),\quad G(x,t)=\left({\frac {1}{2-x}},{\frac {1+t}{2}}\right).\qquad (3)}
Более того, объединение их образов — это в точности весь исходный график, поскольку образ {\displaystyle F} — это часть графика над отрезком {\displaystyle [0,1/2]}, а образ {\displaystyle G} — график над отрезком {\displaystyle [1/2,1]}.

## Построение графика как фрактала
График функции Минковского может быть построен как предельное множество для системы итерируемых функций. А именно, отображения {\displaystyle F} и {\displaystyle G}, заданные формулами (3), сохраняют график функции Минковского и переводят единичный квадрат внутрь себя. Поэтому последовательность множеств {\displaystyle X_{n}}, определённая рекурсивно соотношениями
{\displaystyle X_{0}=[0,1]\times [0,1],\quad X_{n+1}=F(X_{n})\cup G(X_{n}),}
есть убывающая по вложению последовательность множеств, причём график {\displaystyle \Gamma ={\big \{}{\big (}x,?(x){\big )}\mid x\in [0,1]{\big \}}} функции Минковского содержится в любом из них.
Несложно увидеть, что {\displaystyle X_{n}} является объединением прямоугольников высоты {\displaystyle 1/2^{n}}, поэтому предельное множество
{\displaystyle X_{\infty }=\bigcap _{n}X_{n}}
является графиком некоторой функции. Поскольку {\displaystyle \Gamma \subset X_{\infty }}, то они совпадают. Поэтому график функции Минковского это предельное множество системы итерируемых функций
{\displaystyle F,G:[0,1]^{2}\to [0,1]^{2}.}

## Свойства
- Функция Минковского сингулярна, то есть в почти любой (по мере Лебега) точке {\displaystyle x\in [0,1]} её производная существует и равна нулю. Тем самым, мера на {\displaystyle [0,1]}, функцией распределения которой является функция Минковского (продолженная нулём на отрицательные числа и единицей на большие единицы), сингулярна.
- Функция Минковского взаимно однозначно переводит рациональные числа на отрезке {\displaystyle [0,1]} в двоично-рациональные числа на том же отрезке.
- Функция Минковского взаимно однозначно переводит квадратичные иррациональности на отрезке {\displaystyle [0,1]} в рациональные числа на том же отрезке. Действительно, число {\displaystyle x} является квадратичной иррациональностью тогда и только тогда, когда его разложение в цепную дробь, начиная с некоторого момента, периодично; с другой стороны, эта периодичность равносильна периодичности двоичной записи образа — иными словами, рациональности {\displaystyle ?(x)}.
- График функции Минковского переводится в себя отображениями {\displaystyle F} и {\displaystyle G}, заданными (3), а, следовательно, и их композициями.